# Eduard Baltzer
Eduard Baltzer (1814–1887) foi o fundador da primeira Sociedade Vegetariana da Alemanha. Nascido na Prússia, estudou nas Universidades de Leipzig e Halle, onde estudou principalmente teologia. Foi autor de vários livros, incluindo Pitágoras, o sábio de Samos.

## Principais Obras
-Das menschenleben in seinen hauptbeziehungen
- Pythagoras, der weise von samos: ein lebensbild
-Pythagoras, der weise von samos - scholar's choice edition

-Briefe an virchow über dessen schrift: "nahrungs- und genussmittel."